# Volker Zinkernagel
Volker Zinkernagel (* 1. März 1938 in Berlin) ist ein deutscher Agrarwissenschaftler und Phytomediziner.
Er war Hochschullehrer für Phytopathologie und Pflanzenschutz an den Hochschulen TH Hannover und der TU München. Er ist Ehrenmitglied der Deutschen Gesellschaft für Phytomedizin (DPG) deren langjähriges Vorstandsmitglied und 1. Vorsitzender er war. Für sein internationales Engagement wurde er u. a. mit den Ehrenmedaillen der Tschechischen Phytomedizinischen Gesellschaft (CSR) und Slowakischen Phytomedizinischen Gesellschaft (SRS) ausgezeichnet.

## Leben und Wirken
Seine Schulzeit verbrachte Zinkernagel an der Volksschule in Köritz und Neustadt (Dosse), Krs. Prignitz-Ruppin und Berlin Schöneberg (1944–1951) sowie den Oberschulen Robert-Blum-Schule und Rückert-Schule im wissenschaftlichen Zweig (1951–1957). Der Schulzeit schloss sich eine Gärtnerlehre im Betrieb Albert Fuhrmann mit Zierpflanzenbau und Gartengestaltung in Berlin-Grunewald, mit abschließender Gehilfenprüfung; parallel besuchte er das Abendgymnasium Peter-A.-Silbermann-Schule und erhielt sein Abitur 1959.
Nach einer Tätigkeit als Gärtnergehilfe in Fa. Schneck & Söhne, Baumschulbetrieb in Fellbach bei Stuttgart und Fa. Carl Eitel, Gartengestaltung in Stuttgart begann er sein Studium der Gartenbauwissenschaften an der damaligen TH Hannover und erhielt sein Diplom 1965. Als Doktorand am Institut für Pflanzenkrankheiten und Pflanzenschutz der TH Hannover schrieb er seine Dissertation zum Themaː Bodenbürtige Krankheiten an Erdbeerkulturen in Norddeutschland und ihre Ursachen. Die Promotion erfolgte 1969. Danach wurde er akademischer Rat für das Lehrgebiet Mikrobiologie am Institut für Pflanzenkrankheiten und Pflanzenschutz der TH Hannover.
Im Jahr 1973 wurde er als akademischer Rat an den Lehrstuhl für Phytopathologie der TU München in Freising-Weihenstephan berufen, wo er seine Lehrtätigkeiten und Forschungsarbeiten fortsetzte.
Die weitere Forschungsarbeit in Phytopathologie Führte zur Habilitationsschriftː Untersuchungen zur Anfälligkeit und Resistenz von Lactuca sativa var. capitata gegenüber Bremia lactucae Regel (Rassenanalyse, sortenspezifische Resistenz, ultrahistologische und ultrahistochemische Erfassung der Wirt-Parasit-Reaktionen). Die Habilitation mit Venia legendi für Biologie und Phytopathologie erfolgte 1984. Der Habilitationsvortrag: Morphologische und physiologische Aspekte der Pathogenese von Bakteriosen bei Kulturpflanzen. Seine Ernennung zum Apl Professor erfolgte 1994, 2003 trat Zinkernagel in den Ruhestand.
Während seiner Zeit in Weihenstephan war er Vertreter der wissenschaftlichen Mitarbeiter im Fachbereichsrat der Fakultät für Landwirtschaft und Gartenbau, Vertreter der wissenschaftlichen Mitarbeiter im Senat, Vertreter der wissenschaftlichen Mitarbeiter in der Versammlung der TU München sowie Mitglied verschiedener Senats- und Fakultätskommissionen.
Während seiner Zeit als DPG-Vorsitzender schloss er verschiedene Kooperationsabkommen mit osteuropäischen Ländern. Anlässlich der Mitgliederversammlung der DPG 2018 an der Universität Hohenheim wurde er zusammen mit Falko Feldmann für das internationale Engagement mit der slowakischen Ehrenmedaille der Slowakischen Phytomedizinischen Gesellschaft ausgezeichnet.

## Forschungsengagements
Im Rahmen der Phytopathologie lag der Schwerpunkt der Forschungstätigkeit im Bereich der Erkrankungen durch parasitäre Pilze an Kulturpflanzen, darüber hinaus wurden auch Themen aus der Virologie und der Nematologie bearbeitet.
Zinkernagel hat 37 Dissertationen betreut und begutachtet, die sich mit phytoparasitären Störungen an Hopfen, Wein, Kirschen, Pflaumen, Himbeeren Zwiebeln, Feldsalat, Kopfsalat, Kohlarten, Kartoffeln, Weizen, Gerste, Roggen und aus dem Zierpflanzenbereich mit Schäden an Eriken befassten. Er war Zweitgutachter in 10 weiteren Promotionsverfahren und hat 158 Diplomarbeiten aus Gartenbau und Landwirtschaft betreut und benotet.

## Gutachtertätigkeit
- Gutachter bei verschiedenen DFG-Anträgen und im Schwerpunktprogramm „Fusariumtoxine“ der Universität Hohenheim
- Gutachter in mehreren  auswärtigen Berufungsverfahren an Hochschulen und Bundesanstalten
- Mitglied in mehreren Berufungsausschüssen der Fakultät für Gartenbau und Landespflege der TU München
- Mitglied im Redaktionsbeirat mehrerer Fachzeitschriften

## Mitgliedschaften
- Deutsche Phytomedizinische Gesellschaft (im Vorstand 1996–2005, erster Vorsitzender 1999–2002)
- Deutsche Gartenbauwissenschaftliche Gesellschaft
- Österreichische Arbeitsgemeinschaft für Integrierten Pflanzenschutz
- British Mycological Society
- American Phytopathological Society

## Ehrenamtliche Tätigkeiten
Volker Zinkernagel ist seit 1974 im Mieterverein Freising e.V. engagiert, er ist Vorstandsmitglied seit 1976, 2. Vorsitzender seit 1978, 1. Vorsitzender seit 2006.